# Wereldkampioenschappen beachvolleybal 2023
De wereldkampioenschappen beachvolleybal 2023 werden van 6 tot en met 15 oktober gehouden in de Mexicaanse deelstaat Tlaxcala. De wereldkampioenschappen vonden voor de veertiende keer plaats en werden georganiseerd door de FIVB. De wedstrijden werden gespeeld in de stierenarena's van Tlaxcala, Apizaco en Huamantla en in Tlaxcala stond verder een tijdelijk stadion op het Plaza de la Constitucíon.

## Opzet
In totaal namen 192 atleten deel aan de wereldkampioenschappen, verdeeld over 96 teams en twee toernooien. Bij zowel de mannen als de vrouwen deden er dus 48 tweetallen mee. Daarvan hadden 25 tweetallen per geslacht zich gekwalificeerd op basis van de wereldranglijst, inclusief twee teams uit Italië ongeacht hun plek op de ranglijst. Via de continentale kwalificatie plaatsten zich daarnaast twintig teams – vier per continentale bond. Tot slot zijn er per geslacht drie wildcards vergeven. Elk land mocht per toernooi maximaal vier teams afvaardigen, met uitzondering van het gastland waarvan zes tweetallen per geslacht mee mochten doen.
Voor beide hoofdtoernooien waren de 48 tweetallen vervolgens ingedeeld in twaalf groepen van vier. Gedurende de groepsfase werd er een round-robintoernooi gespeeld, waarbij de nummers één en twee van elke groep zich automatisch plaatsten voor de zestiende finale. De vier beste nummers drie gingen eveneens direct door naar de zestiende finale, terwijl de overige acht een tussenronde speelden voor de laatste vier plekken. Vanaf de zestiende finale werd er gespeeld volgens een systeem met rechtstreekse uitschakeling met een troostfinale om het brons.

## Medailles

### Medaillewinnaars
| Onderdeel | Goud | Goud                           | Zilver | Zilver                            | Brons | Brons                      |
| --------- | ---- | ------------------------------ | ------ | --------------------------------- | ----- | -------------------------- |
| mannen    | CZE  | Ondřej Perušič David Schweiner | SWE    | David Åhman Jonatan Hellvig       | POL   | Bartosz Łosiak Michał Bryl |
| vrouwen   | USA  | Sara Hughes Kelly Cheng        | BRA    | Eduarda Santos Ana Patrícia Silva | USA   | Kristen Nuss Taryn Kloth   |

### Medaillespiegel
| Plaats | Land             | Goud | Zilver | Brons | Totaal |
| 1      | Verenigde Staten | 1    | 0      | 1     | 2      |
| 2      | Tsjechië         | 1    | 0      | 0     | 1      |
| 3      | Brazilië         | 0    | 1      | 0     | 1      |
| 3      | Zweden           | 0    | 1      | 0     | 1      |
| 4      | Polen            | 0    | 0      | 1     | 1      |
| Totaal | Totaal           | 2    | 2      | 2     | 6      |